# Kanton Saint-Firmin
Saint-Firmin is een voormalig kanton van het Franse departement Hautes-Alpes. Het kanton maakte deel uit van het arrondissement Gap tot het op 22 maart 2015 werd opgeheven en de gemeenten werden opgenomen in het aangrenzende kanton Saint-Bonnet-en-Champsaur.

## Gemeenten
Het kanton Saint-Firmin omvatte de volgende gemeenten:
- Aspres-lès-Corps
- La Chapelle-en-Valgaudémar
- Chauffayer
- Le Glaizil
- Saint-Firmin (hoofdplaats)
- Saint-Jacques-en-Valgodemard
- Saint-Maurice-en-Valgodemard
- Villar-Loubière